# Tatár-szoros (Oroszország)
A Tatár-szoros vagy Tatár-öböl (kínai 韃靼海峽, japán 間宮海峡, azaz Mamija-szoros, orosz Татарский пролив) szoros a Csendes-óceán északi részén, amely Szahalin szigetét választja el Délkelet-Oroszországnak az ázsiai kontinensen fekvő területeitől, összekötve északon az Ohotszki-tengert és délen a Japán-tengert.  
A szoros hossza 900 kilométer, mélysége 4-20 méter. Legszűkebb pontján 7,3 kilométer széles. Ezt a szakaszát az oroszok gyakran Nyevelszkoj-szoros néven emlegetik. 
Nemzetközi nevét a tatár népnévről kapta, amelyet többféle belső- és észak-ázsiai népre is alkalmaztak. Ebben az esetben Mandzsúria lakóira utal, akiknek otthonát valamikor elterjedten Kelet-Tatárföld néven emlegették a világban. A japán név azért más, mert ők Mamija Rinzo utazóról adtak nevet a szorosnak, aki 1808-ban végighajózott rajta és bebizonyította, hogy Szahalin nincs szárazföldi összeköttetésben Ázsiával. A japánokkal Szahalin birtokáért vetekedő oroszok részéről Gennagyij Ivanovics Nyevelszkoj admirális kutatta fel a térséget jóval később, 1848-ban.